# Psorophora ferox
Psorophora ferox är en tvåvingeart som först beskrevs av Van Humboldt 1819.  Psorophora ferox ingår i släktet Psorophora och familjen stickmyggor. Inga underarter finns listade i Catalogue of Life.

## Bildgalleri

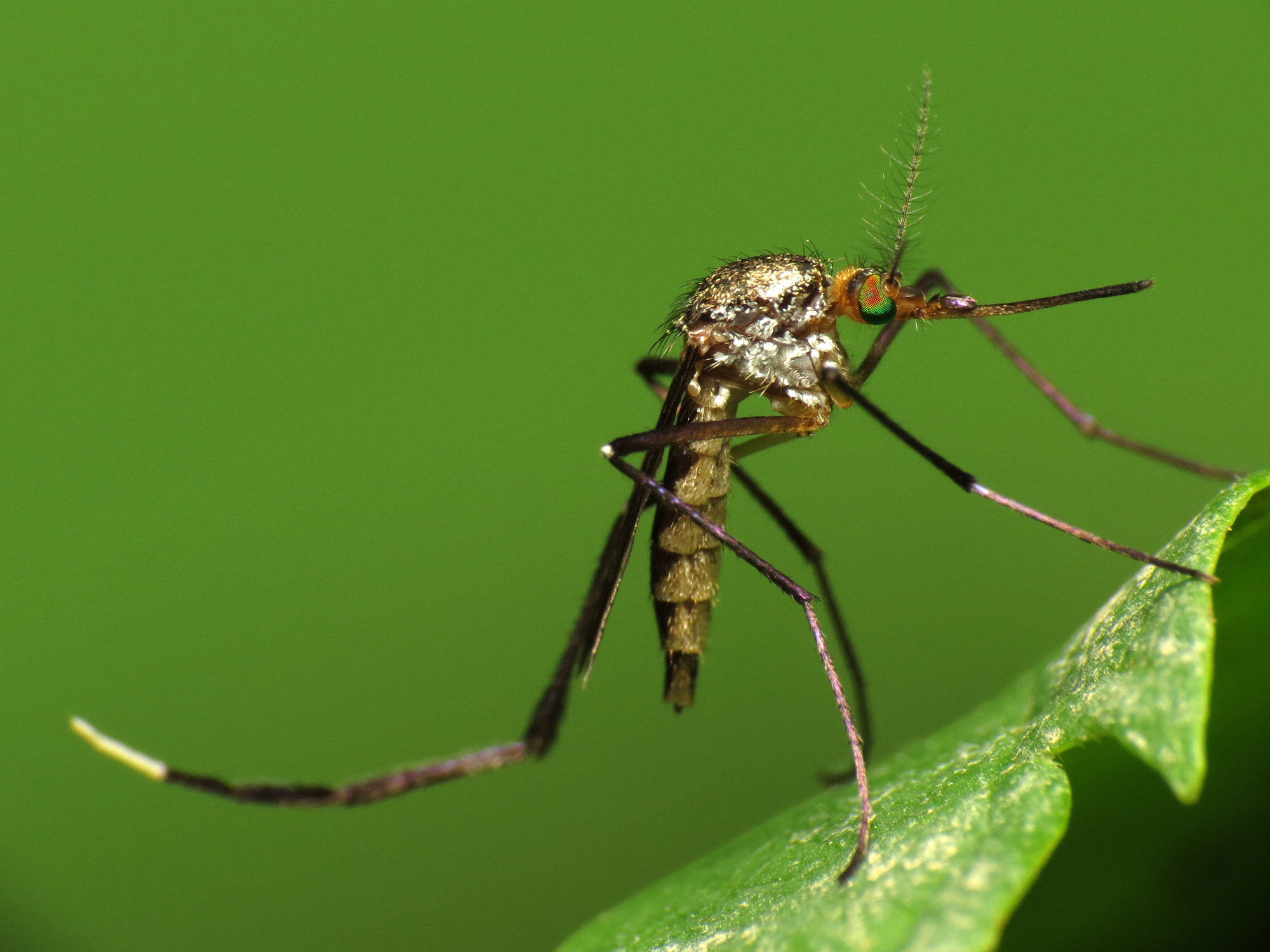